# Sakskøbing
Sakskøbing is een plaats en voormalige gemeente in Denemarken. Bij de herindeling van 2007 werd de gemeente bij Guldborgsund gevoegd.

## Plaats
De plaats Sakskøbing telt 4804 inwoners (2007). De plaats ligt aan de Sydmotorvejen.

## Voormalige gemeente
De oppervlakte bedroeg 176,36 km². De gemeente telde 9299 inwoners waarvan 4689 mannen en 4610 vrouwen (cijfers 2005). Sakskøbing telde in juni 2005 251 werklozen. Er waren 3440 auto's geregistreerd in 2004.

## Geboren
- Jens Stryger Larsen (1991), voetballer

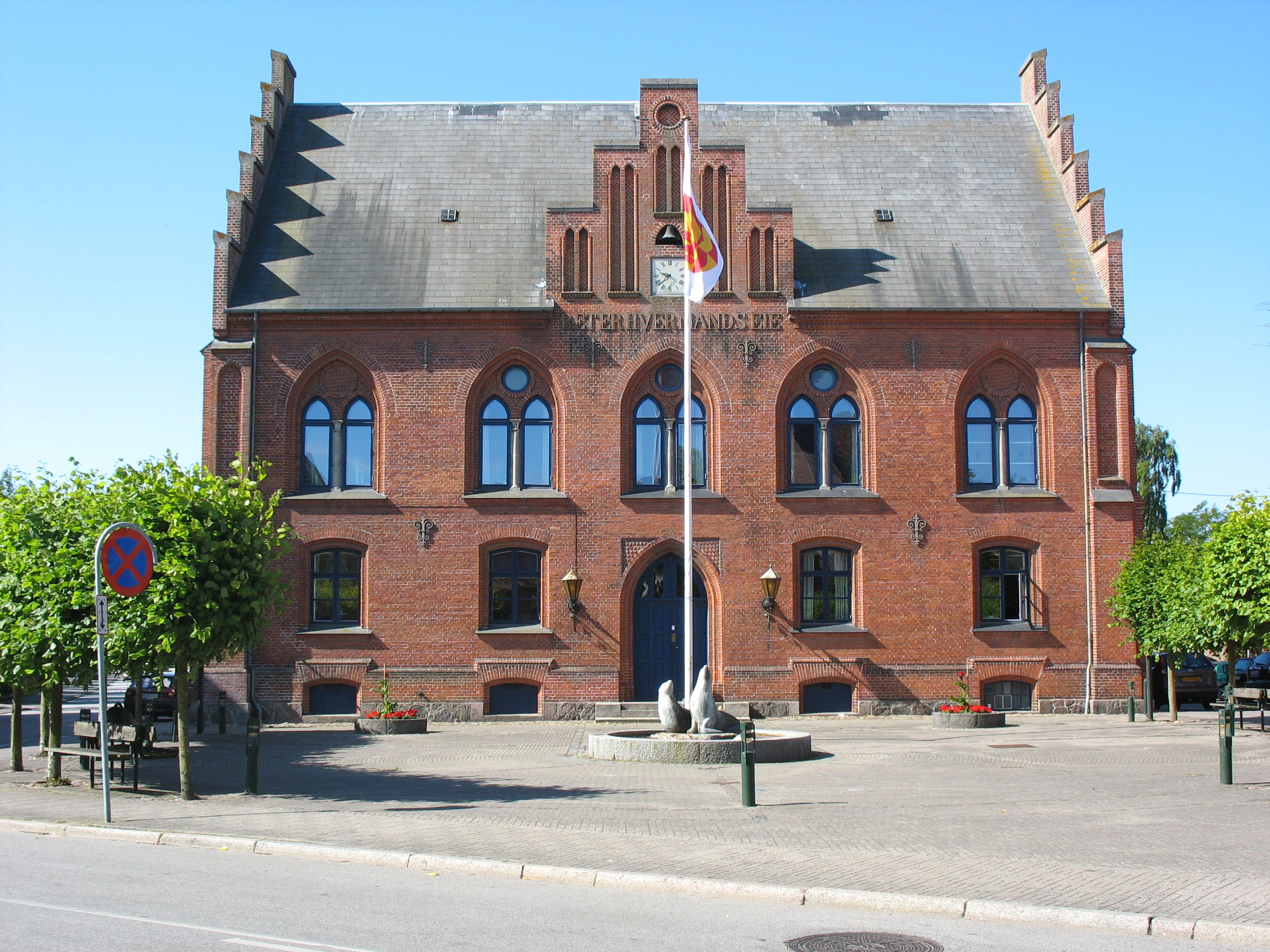
Het voormalig raadhuis

- MusicBrainz: e19600aa-12c5-40d5-be51-60d4442672c4
- Virtual International Authority File: 246978879
- WorldCat: E39PBJtX88t9XgcMptrJ7B8V4q